# Чистильник (фільм, 1998)
Чистильник (англ. Sweepers) — американський фільм бойовик 1998 року.

## Сюжет
Американський сапер Крістіан Еріксон працює в Анголі і шукає міни, як раптом на його загін нападають солдати, і під час перестрілки його син підривається на міні невідомого походження. Через деякий час в США при терористичному акті були використані такі ж міни. Спецслужби посилають в Анголу фахівця Мішель Флінн. Вона знаходить міну, але вся її група гине від вибуху, сама вона дивом залишається в живих. Мішель приймає рішення залучити до роботи Еріксона. Той погоджується, після того як на його очах вибухає ще один чорношкірий хлопчик. Сапер кидає пити і приєднується до Мішель. Разом вони розкривають змову негідників, які налагодили виробництво смертоносних пристроїв і поставку їх у США.

## У ролях
| Актор          | Роль                |
| -------------- | ------------------- |
| Дольф Лундгрен | Крістіан Еріксон    |
| Брюс Пейн      | доктор Сесіл Гоппер |
| Клер Стенсфілд | Мішель Флінн        |
| Йен Робертс    | Ягер                |
| Фетс Букхолейн | Старий Мо           |
| Сіфісо Мафанга | Артур               |
| Росс Преллер   | Джек Траск          |
| Нік Борейні    | Мітч                |
| Сесіл Картер   | Рей Ганн            |